# Delapparentia
Delapparentia (лат.) — род орнитоподовых динозавров из клады Styracosterna, живших во времена раннего мела (130—125 млн лет назад) на территории нынешней Испании. Ископаемые остатки животного найдены в геологических слоях формации Камарильяс (англ. Camarillas Formation) близ города Гальве, провинции Теруэль. Окаменелости были изначально описаны как принадлежащие виду Iguanodon bernissartensis французским палеонтологом Альберт-Фелис де Лапараном (фр. Albert-Félix de Lapparent) в 1960 году. В своей научной диссертации 2006 года Хосе Игнасио Руис-Оменьяка (исп. José Ignacio Ruiz-Omeñaca) назвал его Delapparentia turolensis. В 2011 году D. turolensis был окончательно описан как новый род и вид динозавров.
На основе детального изучения остатков Руис-Оменьяка отнёс род к базальным представителям клады Iguanodontoidea. Также было отмечено некое сходство с родом Dollodon. В 2015 году Хосе Мануэль Гаска и соавторы провели повторный анализ ископаемых остатков и перенесли род в кладу Styracosterna. Они также сочли его отличным от I. bernissartensis на основании относительной высоты его остистых отростков (англ. neural spine). Тем не менее, исследование 2017 года отметило, что данное различие находится в пределах диапазона индивидуальных вариаций, и что разница может также возникать из-за того, что D. turolensis является взрослой особью, в отличие от других экземпляров I. bernissartensis. 